# Мочилкі
Мочилкі (пол. Moczyłki) — село в Польщі, у гміні Білоґард Білоґардського повіту Західнопоморського воєводства.
Населення — 166 осіб (2011).
У 1975-1998 роках село належало до Кошалінського воєводства.

## Демографія
Демографічна структура станом на 31 березня 2011 року:
|          | Загалом | Допрацездатний вік | Працездатний вік | Постпрацездатний вік |
| -------- | ------- | ------------------ | ---------------- | -------------------- |
| Чоловіки | 83      | 17                 | 58               | 8                    |
| Жінки    | 83      | 19                 | 47               | 17                   |
| Разом    | 166     | 36                 | 105              | 25                   |